# Bror Chronander

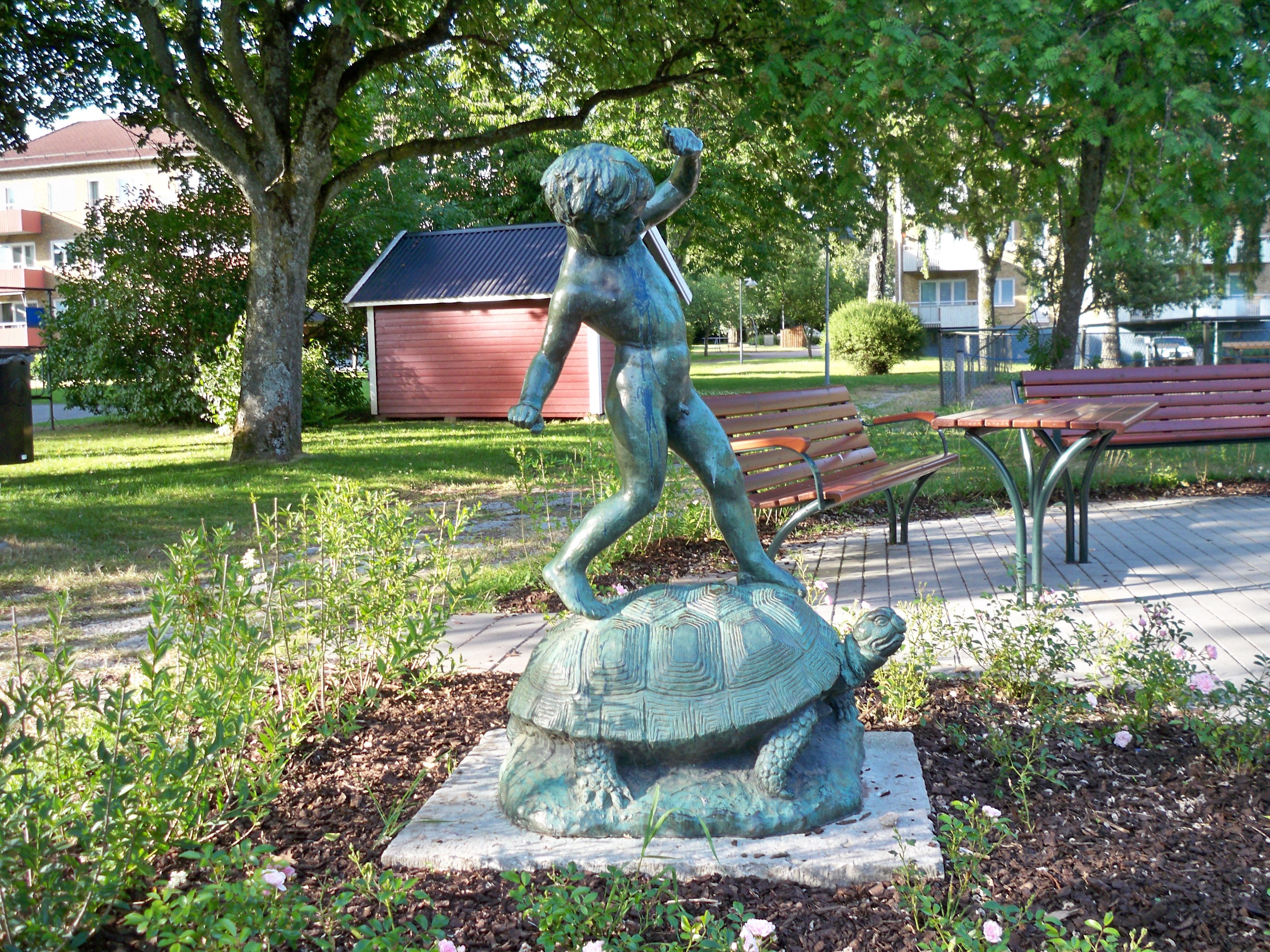
Pojken och sköldpaddan i Borås

Bror Chronander, född 10 december 1880 i Ystad, död 1964 i Malmö, var en svensk konstnär.

## Liv och verk
Bror Chronander växte upp i Karlstad, där han blev student 1898. År 1900 började han studera för Richard Bergh vid Konstnärsförbundets skola och 1903 för Carl Wilhelmson vid Valands konstskola samt i utlandet. Från 1904 till största delen verksam i Göteborg, ursprungligen som målare, därefter som skulptör med bland andra Auguste Rodin och belgaren Constantin Meunier som förebilder. Vid sidan av fantasibetonat symbolistiska skulpturer av ordspråksliknande karaktär modellerade han porträttbyster. Från 1930-talet övergick han alltmer till enbart porträtteckning. Han har signerat bortåt 2000 porträtteckningar. "De bästa är av god konstnärlig kvalitet och förtjänar särskilt erkännande för den säkra karaktäriseringsförmågan."

## Offentliga verk i urval
- Fiolspelaren, placerad på Göteborgs konserthus vid Heden (skulpturen förstördes vid en brand 1930)
- Arbetarhuvud för Göteborgs Handels- och Sjöfartstidnings byggnad
- Flaggmaster (1932) Gustaf Adolfs torg, Göteborg
- Pojken och Delfinen (1933), Stadsparken i Borås
- Pojken och Sköldpaddan (1945), i kvarteret Rundeln i stadsdelen Göta i Borås
- Peter Wieselgren (1910), byst i granit, Domkyrkan i Göteborg
- Wilhelm Stenhammar (1934), byst i vit marmor, Göteborgs konserthus, Stenhammarsalens foajé
- Tor Mann (1935), byst i Göteborgs konserthus
- Danserska, snidad träfigur, Göteborgs konstmuseum
- Etsningen av professor Axel Romdahl, Göteborgs konstmuseum[2]

Chronander är representerad vid Kalmar konstmuseum.